# Землелаз світлочеревий
Землелаз світлочеревий (Upucerthia validirostris) — вид горобцеподібних птахів родини горнерових (Furnariidae). Мешкає в Андах.

## Підвиди
Виділяють три підвиди:
- U. v. saturata Carriker, 1933 — Західний хребет Анд в центральному Перу (Анкаш, Уануко, північний захід Паско);
- U. v. jelskii (Cabanis, 1874) — Анди в центральному і південному Перу (від Ліми до Хуніна і Пуно), на півночі Чилі ]] (Аріка), на заході Болівії та на північному заході Аргентини (Жужуй);
- U. v. validirostris (Burmeister, 1861) — північно-західна Аргентина (від Сальти до Ла-Ріохи, Мендоси і західної Кордови).

Деякі дослідники виділяють підвид U. v. jelskii у окремий вид — землелаз чагарниковий (Upucerthia jelskii).

## Поширення і екологія
Світлочереві землелази мешкають в Перу, Болівії, Аргентині і Чилі. Вони живуть на високогірних луках Пуна та у високогірних чагарникових заростях Анд. Зустрічаються на висоті від 2700 до 4000 м над рівнем моря.